# Acamptopappus
Acamptopappus is een geslacht uit de composietenfamilie (Compositae of Asteraceae). In Engeland wordt het geslacht goldenhead (goudhoofd) genoemd.
De botanische naam is afgeleid van het Latijnse a- (niet), campto- (buigen), en pappus (neer). 
- Acamptopappus shockleyi - Shockley's goldenhead
- Acamptopappus sphaerocephalus - Rayless goldenhead